# Громово (Калінінградська область)
Громово (рос. Громово) — селище Славського району, Калінінградської області Росії. Входить до складу Большаковського сільського поселення.
Населення —  423 особи (2015 рік). 

## Населення
| 2002 | 2010 |
| ---- | ---- |
| 436  | ↘423 |